# Strauss’ Enchantement Waltz
Strauss’ Enchantement Waltz ist ein Walzer der Johann Strauss Sohn zugeschrieben wird. Datum und Ort der Uraufführung sind nicht überliefert.

## Einzelnachweis
1. ↑  Quelle: Englische Version des Booklets (Seite 132) in der 52 CDs umfassenden Gesamtausgabe der Orchesterwerke von Johann Strauß (Sohn), Hrsg. Naxos (Label). Das Werk ist als vierter Titel auf der 51. CD zu hören.